# Yokoyama Takayuki
Yokoyama Takayuki (sinh ngày 22 tháng 12 năm 1972) là một cầu thủ bóng đá người Nhật Bản.

## Sự nghiệp câu lạc bộ
Yokoyama Takayuki đã từng chơi cho Cerezo Osaka, Shimizu S-Pulse và Sagawa Express Osaka.